# NGC 4082
NGC 4082 est une galaxie lenticulaire (spirale ?) située dans la constellation de la Vierge. NGC 4082 a été découverte par l'astronome allemand Albert Marth en 1865.

## Caractéristiques
Sa vitesse par rapport au fond diffus cosmologique est de 7 337 ± 24 km/s, ce qui correspond à une distance de Hubble de 108,2 ± 7,6 Mpc (∼353 millions d'al).
La classe de luminosité de NGC 4082 est I et elle présente une large raie HI. Selon la base de données Simbad, NGC 4082 est une galaxie LINER, c'est-à-dire une galaxie dont le noyau présente un spectre d'émission caractérisé par de larges raies d'atomes faiblement ionisés.